# Salomon de Monchy
Salomon de Monchy, auch Solomon de Monchy (* 23. Juni 1716 in Gouda; † 28. Januar 1794 in Rotterdam), war ein niederländischer Mediziner und Stadtarzt in Rotterdam.

## Leben
Salomon de Monchy studierte ab 1735 an der Universität Leiden Medizin und promovierte unter dem Rektor Albert Schultens am 23. Juni 1739 mit seiner Dissertation De opio zum Dr. der Medizin. Er wirkte später als Arzt in Rotterdam, wo er am 15. November 1760 zum Stadtarzt ernannt wurde und dann auch zur Verbesserung der Qualifikation der Chirurgen auf den Handelsschiffen von Rotterdam mit seinem Kollegen Leonardus Patijn unter Verleihung des Titels eines Professors durch die Stadt Rotterdam die erweiterte Ausbildung der zukünftigen Chirurgen übernahm.
Salomon de Monchy wurde 1760 Mitglied der Hollandsche Maatschappij der Wetenschappen in Haarlem und am 20. Oktober 1772 auf Vorschlag des als Legationsrat in Den Haag wirkenden Malakologen Friedrich Christian Meuschen unter der Präsidentschaft des Mediziners Ferdinand Jakob Baier mit dem akademischen Beinamen Alexius unter der Matrikel-Nr. 775 Mitglied der Kaiserlichen Leopoldino-Carolinischen Akademie der Naturforscher. Am 1. Dezember 1778 wurde er Mitglied der Zeeuwsch Genootschap der Wetenschappen und 1786 Korrespondierendes Mitglied der Bataviaasch Genootschap van kunsten en wetenschappen in Batavia. Salomon de Monchy war ab 1769 Direktor der Bataafsch Genootschap der Proefondervindelijke Wijsbegeerte in Rotterdam.

## Schriften
- Dissertatio medica inauguralis de opio. Apud Johannem Luzac, Lugduni Batavorum 1739 (archive.org)
- An essay on the causes and cure of the usual diseases in voyages to the West-Indies: together with the preservatives against them. T. Becket and P.A. De Hondt, in the Strand, London 1762 (books.google.de)
- Bericht van de inentinge der Kinder-Pokjes in Rotterdam. Verhandelingen uitgegeeven door de Hollandse Maatschappije, VIII. Deels, 2. Stuk, 1765, S. 267–286 (books.google.de)